# Victor de Saint-Just
Pour les articles homonymes, voir Famille de Saint-Just d'Autingues.
Victor de Saint-Just d'Autingues, né le 5 janvier 1862 à Ardres (Pas-de-Calais) et mort dans la même ville le 3 août 1933, est un homme politique français.

## Biographie
Victor Ernest Marie de Saint-Just est né de Ernest Charles Maurice de Saint-Just, rentier et de Marie Louise Alexandrine Rosalie Lorgnier dans le château de Rosainville, demeure de ses parents. 
Issu d'une famille monarchiste et légitimiste, il entre à Saint-Cyr en 1881, puis fait l'école de cavalerie de Saumur. Il quitte l'armée en 1919 avec le grade de général de division et de brillants états de service pendant la Première Guerre mondiale. 
Il devient maire d'Ardres en 1919 et le reste jusqu'à sa mort. Il est député du Pas-de-Calais de 1924 à 1933, siégeant au groupe de la Fédération républicaine, à droite.
Il décède à Bois en Ardres le 3 août 1933.

## Généalogie
- Il est fils de Ernest de Saint-Just (1829-1900) et de Rosalie Lorgnier (1834-1923) ;
- Il épouse en 1889 Suzanne Monthiers (°1868), dont :
  - François de Saint-Just (1896-1984), lui succède comme député et maire d'Ardres (1933) ;
  - Robert (1897-1914), sous-lieutenant d'infanterie ;
  - Lucile (1903-1993)

## Décorations

### Décorations françaises
- Commandeur de la Légion d'honneur (22 janvier 1919), officier le 25 décembre 1916 et chevalier le 30 décembre 1906[3].
- Croix de guerre 1914–1918[4]
- Médaille commémorative de la guerre 1914–1918
- Medaille commemorative de la bataille de Verdun

### Décorations étrangères
- Commandeur de l'ordre des Saints-Maurice-et-Lazare (Italie)[5]
- Croix de guerre (Belgique)[6]

### Iconographie
- Augustin Lesieux (1877-1964), Monument au général Saint-Just, à Ardres, monument aux morts de la Grande Guerre.